# شعبة (اسم)
شعبة هو اسم علم مذكر من أصل عربي، ومعناه هو الفرقة، الطائفة.

## شخصيات تحمل الاسم
- شعبة بن الحجاج ( – 777)
- شعبة بن عياش ( – 809)
- شعبة عن عاصم

## وصلات خارجية
- موسوعة السلطان قابوس لأسماء العرب نسخة محفوظة 5 أبريل 2019 على موقع واي باك مشين.